# Pakistan Journal of Botany
Pakistan Journal of Botany (abreviado Pakistan J. Bot.) es una revista con ilustraciones y descripciones botánicas que es editada en Karachi desde el año 1969.